# Curfew (film 2012)
Curfew è un cortometraggio statunitense del 2012 diretto da Shawn Christensen. Su di esso è basato un lungometraggio dal titolo Before I Disappear, diretto dallo stesso Shawn Christensen e uscito nel 2014.

## Trama
Richie sta per porre fine alla sua vita in una vasca da bagno quando riceve una telefonata da sua sorella Maggie, con la quale non ha più rapporti, che gli chiede di occuparsi di sua nipote, Sophia, per la notte. Richie annulla i suoi piani e accetta di fare da babysitter a sua nipote.
Quando incontra Sophia, lei chiarisce che non ha alcun interesse a parlare con lui, né sembra interessarsi molto di lui. Richie le racconta di aver disegnato dei flip book quando era più giovane, interpretati da un protagonista di nome "Sophia", e che si chiede se sua sorella abbia preso il nome di Sophia da quei fumetti. Quindi porta Sophia in un vecchio edificio fatiscente dove abitava e trova i disegni che vuole mostrarle, ma Sophia si spaventa e vuole tornare a casa.
Dopo che Richie si scusa, tornano alla pista da bowling e Sophia inizia a chiedergli tutto sulla sua vita. Iniziano così a diventare amici e Richie ammette che il motivo per cui non gli è stato permesso di vederla in tutti questi anni è perché una volta ha lasciato cadere Sophia mentre si prendeva cura di lei da bambina. Sophia trova questo incidente divertente e proprio in quel momento la sua canzone preferita arriva dagli altoparlanti. Improvvisamente, tutti nella pista da bowling sembrano ballare insieme alla canzone, tranne Richie. Sophia lo supplica di ballare con lei, tirandogli il braccio fino a quando il polso gli esce dalla manica, rivelando il suo tentativo di suicidio. Richie torna alla realtà.
Richie riporta Sophia a casa, e Maggie la porta a letto. Nel frattempo Richie nota un ordine restrittivo sul tavolo della cucina, citando aggressioni e molestie. Infatti, quando Maggie torna in scena si nota il suo aspetto contuso. All'inizio tratta male Richie perché crede che abbia condizionato la figlia con false idee dispregiative sulla madre. In realtà Richie ricorda lei un episodio della loro infanzia e le confida che secondo lui lei è ancora la sorella migliore del mondo e che ha cresciuto bene Sophia.
Tra le lacrime Maggie ringrazia Richie per l'aiuto ma gli chiede di andarsene subito perché non vuole che sua figlia gli si affezioni e cresca con "falsi idoli".
Richie torna a casa nella sua vasca da bagno e tenta di continuare ciò che ha iniziato all'inizio, ma lo interrompe di nuovo una telefonata: è ancora Maggie ma questa volta lascia intendere che ha intenzione di riprendere un rapporto con lui e infatti gli chiede di aiutarla con Sophia, dicendo che avrà bisogno di una mano in più nel crescere la bambina.

## Riconoscimenti
- 2013 - Premio Oscar
  - Miglior cortometraggio
- 2012 - Festival international du court métrage de Clermont-Ferrand
  - Prix du Public